# 前翅
前翅（ぜんし、まえばね、英語: forewing）は、2対の翅（はね）をもつ昆虫において、胸部の第2節から生えた最初の1対の翅である。
甲虫の場合は鞘翅といい、硬化したキチン質で構成されている。